# Jichișu de Jos
Jichișu de Jos – wieś w Rumunii, w okręgu Kluż, w gminie Jichișu de Jos. W 2011 roku liczyła 381 mieszkańców.